# Seronga
Seronga is een dorp in het district North-West in Botswana. De plaats telt 2674 inwoners (2011).